# Quaker State 400 2024
La Quaker State 400 2024 è stata la 27ª gara delle NASCAR Cup Series 2024, tenutasi l'8° settembre 2024 presso l'Atlanta Motor Speedway di Hampton, in Georgia (Stati Uniti). La gara ha avuto luogo in un quad-oval lungo 1,540 miglia ed è stata la prima gara dei playoffs del campionato (nonché la prima del Round of 16).
Ad aggiudicarsi la gara è stato Joey Logano (Team Penske), seguito da Daniel Suárez (Trackhouse Racing) e da Ryan Blaney (Team Penske). Christopher Bell ed Alex Bowman hanno completato la Top-5, mentre in Top-10 sono finiti Tyler Reddick, Kyle Busch, Chase Elliott, William Byron ed Austin Cindric.

## Resoconto

### La pista

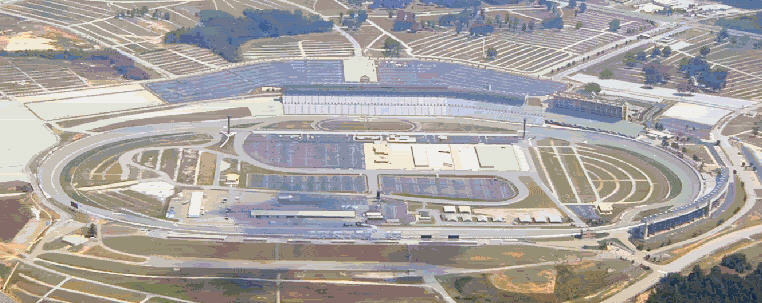
Il quad-oval dell'Atlanta Motor Speedway.

L'Atlanta Motor Speedway è un circuito automobilistico situato nella città di Hampton, in Georgia, a 20 miglia a sud di Atlanta. Il tracciato su cui si disputa la gara è un quad-oval lungo 1,540 miglia e che può ospitare fino a 111.000 spettatori. L'impianto è stato inaugurato nel 1960 e presentava un ovale di misura standard, lungo 1,5 miglia. Nel 1996 l'area a nordovest del tracciato è stata interessata da uno sviluppo urbanistico e nel 1997, per rendere la pista similare alle altre due possedute dalla Speedway Motorsports, l'ovale è stato completamente rinnovato: il rettilineo del traguardo e il secondo rettilineo sono stati ribaltati e l'ovale è stato trasformato nell'attuale quad-oval. La nuova configurazione del tracciato lo rende uno dei più veloci di tutto il circuito NASCAR.

### Il contesto
Il 3 settembre 2024 la Goodyear, fornitrice ufficiale degli pneumatici per le NASCAR Cup Series, comunica che per il weekend di gara fornisce ad ogni squadra 9 treni di gomme (di cui 1 già utilizzato per le qualifiche); date le alte velocità che si raggiungono nel circuito (più o meno comparabili a quelle raggiungibili nei superspeedways di Daytona e Talladega), le gomme per l'evento hanno uno spessore più lieve rispetto al solito, anche per la natura poco abrasiva dell'asfalto (rinnovato nel 2022).
Nella stessa giornata del 3 settembre lo Sports Business Journal pubblica un articolo nel quale si dichiara che la NASCAR è seriamente intenzionata a concludere un accordo con le squadre partecipanti alle Cup Series per un nuovo accordo sul charter system, con quello attualmente in vigore in scadenza alla fine della stagione 2024. Secondo la testata giornalistica specialistica, le squadre hanno ottenuto l'impegno da parte della NASCAR di convogliare un importo più elevato di denaro alle stesse per far fronte alle spese necessarie per consentire la loro partecipazione al campionato (la richiesta nasce dal nuovo accordo televisivo multimiliardario che la NASCAR ha concluso alla fine del 2023 con FOX, NBC, Amazon e TNT Sports, che si aggira sui 7,7 miliardi di dollari).
Il giorno delle qualifiche la notizia è stata confermata da varie testate giornalistiche, le quali hanno riportato che la NASCAR ha imposto ad ogni squadra il termine della serata del 6 settembre per firmare il nuovo accordo sul charter system, valido dal 2025 al 2031. Tutte le squadre hanno firmato tranne la Front Row Motorsports e la 23XI Racing di Michael Jordan. Quest'ultima ha emesso un comunicato nel quale si dichiara non d'accordo con la proposta della NASCAR per il nuovo charter agreement, pur rimanendo disponibile a continuare le trattative. Il nuovo accordo, che non è stato reso noto nel suo contenuto, aumenterebbe la percentuale dei ricavi televisivi destinati alle squadre, ma non consentirebbe il carattere permanente delle licenze alle squadre.
La gara precedente ha concluso la regular season e ha emesso i primi verdetti della stagione. Con la gara nel quad-oval di Hampton è cominciata la serie di 10 gare dei playoffs per decretare il campione 2024. Tra i 16 piloti in corsa per il titolo ve ne erano due all'esordio nei playoffs (Harrison Burton e Ty Gibbs) e cinque piloti che già avevano ottenuto per almeno una volta il titolo.
In testa alla classifica prima della gara c'era Kyle Larson (campione nel 2021) il quale, nonostante abbia perso il titolo della regular season per un solo punto a favore di Tyler Reddick, si ritrovava comunque in cima alla graduatoria grazie ai bonus points raccolti durante tutta la regular season e conservando un vantaggio di 8 punti sul secondo in classifica, Christopher Bell. Il già citato Reddick era in terza posizione, con 12 punti di svantaggio su Larson.

### Partecipanti
| Nº                           | Pilota                  | Team                     | Costruttore |
| ---------------------------- | ----------------------- | ------------------------ | ----------- |
| 1                            | Ross Chastain           | Trackhouse Racing        | Chevrolet   |
| 2                            | Austin Cindric (P)      | Team Penske              | Ford        |
| 3                            | Austin Dillon           | Richard Childress Racing | Chevrolet   |
| 4                            | Josh Berry (R)          | Stewart–Haas Racing      | Ford        |
| 5                            | Kyle Larson (P)         | Hendrick Motorsports     | Chevrolet   |
| 6                            | Brad Keselowski (P)     | RFK Racing               | Ford        |
| 7                            | Corey LaJoie            | Spire Motorsports        | Chevrolet   |
| 8                            | Kyle Busch              | Richard Childress Racing | Chevrolet   |
| 9                            | Chase Elliott (P)       | Hendrick Motorsports     | Chevrolet   |
| 10                           | Noah Gragson            | Stewart–Haas Racing      | Ford        |
| 11                           | Denny Hamlin (P)        | Joe Gibbs Racing         | Toyota      |
| 12                           | Ryan Blaney (P)         | Team Penske              | Ford        |
| 14                           | Chase Briscoe (P)       | Stewart–Haas Racing      | Ford        |
| 15                           | Cody Ware               | Rick Ware Racing         | Ford        |
| 16                           | Shane van Gisbergen (i) | Kaulig Racing            | Chevrolet   |
| 17                           | Chris Buescher          | RFK Racing               | Ford        |
| 19                           | Martin Truex Jr. (P)    | Joe Gibbs Racing         | Toyota      |
| 20                           | Christopher Bell (P)    | Joe Gibbs Racing         | Toyota      |
| 21                           | Harrison Burton (P)     | Wood Brothers Racing     | Ford        |
| 22                           | Joey Logano (P)         | Team Penske              | Ford        |
| 23                           | Bubba Wallace           | 23XI Racing              | Toyota      |
| 24                           | William Byron (P)       | Hendrick Motorsports     | Chevrolet   |
| 31                           | Daniel Hemric           | Kaulig Racing            | Chevrolet   |
| 34                           | Michael McDowell        | Front Row Motorsports    | Ford        |
| 38                           | Todd Gilliland          | Front Row Motorsports    | Ford        |
| 41                           | Ryan Preece             | Stewart–Haas Racing      | Ford        |
| 42                           | John Hunter Nemechek    | Legacy Motor Club        | Toyota      |
| 43                           | Erik Jones              | Legacy Motor Club        | Toyota      |
| 44                           | J. J. Yeley (i)         | NY Racing Team           | Chevrolet   |
| 45                           | Tyler Reddick (P)       | 23XI Racing              | Toyota      |
| 47                           | Ricky Stenhouse Jr.     | JTG Daugherty Racing     | Chevrolet   |
| 48                           | Alex Bowman (P)         | Hendrick Motorsports     | Chevrolet   |
| 51                           | Justin Haley            | Rick Ware Racing         | Ford        |
| 54                           | Ty Gibbs (P)            | Joe Gibbs Racing         | Toyota      |
| 71                           | Zane Smith (R)          | Spire Motorsports        | Chevrolet   |
| 77                           | Carson Hochevar (R)     | Spire Motorsports        | Chevrolet   |
| 78                           | B. J. McLeod (i)        | Live Fast Motorsports    | Chevrolet   |
| 99                           | Daniel Suárez (P)       | Trackhouse Racing        | Chevrolet   |
| Lista ufficiale partecipanti |                         |                          |             |

Legenda
     (i) Pilota non idoneo ad accumulare punti nella classifica piloti.
     (R) Pilota al 1º anno di partecipazione nelle NASCAR Cup Series (rookie).
     (P) Pilota in corsa per i pla

## Prove libere
Non si sono tenute prove libere.

## Qualifiche

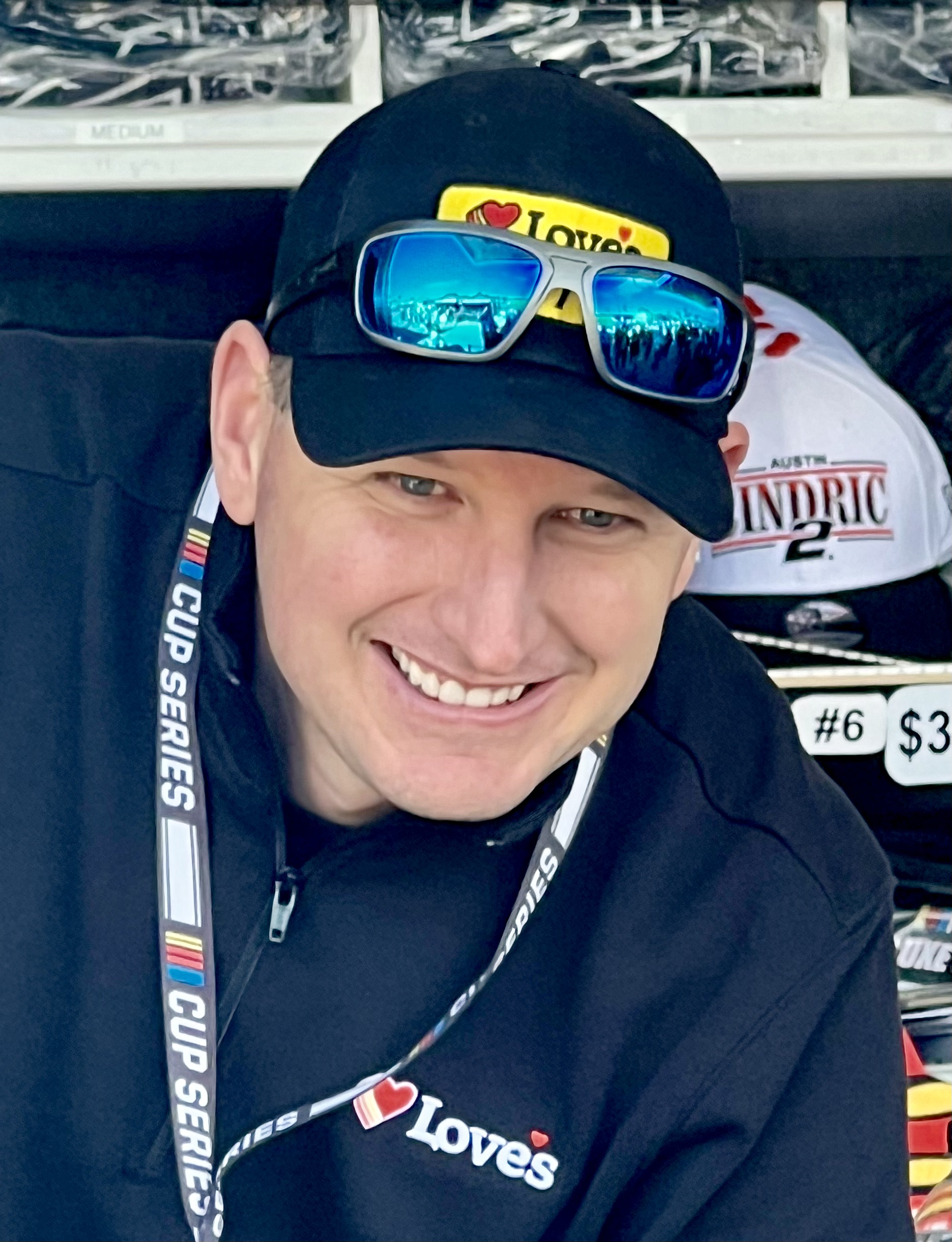
Michael McDowell, che ha ottenuto la pole position nella Quaker State 400 del 2024.

Michael McDowell (Front Row Motorsports) ha ottenuto la pole position con un tempo di 30.927 secondi ad una velocità di 179.267 mph. È la sua 5ª pole in 492 gare corse in carriera nelle Cup Series (tutte ottenuto nella stagione 2024), nonché la sua 2ª in 18 gare a cui ha partecipato nel circuito di Hampton. Inoltre è la sua 13ª qualifica in Top-10 stagionale.
In seconda posizione si è qualificato Ryan Blaney (Team Penske), che in tal modo ha ottenuto la sua 14ª qualifica in Top-10 del 2024, nonché la sua 8ª Top-10 in 13 gare nell'ovale di Hampton.
In terza posizione si è piazzato, il compagno di squadra di McDowell, Todd Gilliland, che ha ottenuto la sua 3ª qualifica in Top-10 nell'Atlanta Motor Speedway, nonché la sua 5ª stagionale.
Il rookie ad ottenere la miglior posizione in qualifica è stato Josh Berry (Stewart-Haas Racing), posizionatosi in quarta piazza nella griglia di partenza.
Denny Hamlin (Joe Gibbs Racing), uno dei 16 piloti in corsa per il titolo, si è piazzato ultimo in griglia con un tempo di ben 2 secondi peggiore di McDowell. Dopo le qualifiche il pilota ha dichiarato che la sua pessima prestazione in qualifica è stata provocata da alcuni problemi nel motore della sua Toyota.

### Risultati
| Pos                            | Nº | Pilota                  | Team                     | Costruttore | R1     | R2     |
| ------------------------------ | -- | ----------------------- | ------------------------ | ----------- | ------ | ------ |
| 1                              | 34 | Michael McDowell        | Front Row Motorsports    | Ford        | 30.972 | 30.927 |
| 2                              | 12 | Ryan Blaney (P)         | Team Penske              | Ford        | 30.954 | 31.000 |
| 3                              | 38 | Todd Gilliland          | Front Row Motorsports    | Ford        | 31.071 | 31.012 |
| 4                              | 4  | Josh Berry (R)          | Stewart–Haas Racing      | Ford        | 31.160 | 31.068 |
| 5                              | 2  | Austin Cindric (P)      | Team Penske              | Ford        | 31.131 | 31.073 |
| 6                              | 5  | Kyle Larson (P)         | Hendrick Motorsports     | Chevrolet   | 31.069 | 31.083 |
| 7                              | 22 | Joey Logano (P)         | Team Penske              | Ford        | 31.017 | 31.083 |
| 8                              | 3  | Austin Dillon           | Richard Childress Racing | Chevrolet   | 31.167 | 31.120 |
| 9                              | 24 | William Byron (P)       | Hendrick Motorsports     | Chevrolet   | 31.130 | 31.130 |
| 10                             | 14 | Chase Briscoe (P)       | Stewart–Haas Racing      | Ford        | 31.156 | 31.131 |
| 11                             | 48 | Alex Bowman (P)         | Hendrick Motorsports     | Chevrolet   | 31.200 | —      |
| 12                             | 21 | Harrison Burton (P)     | Wood Brothers Racing     | Ford        | 31.208 | —      |
| 13                             | 10 | Noah Gragson            | Stewart–Haas Racing      | Ford        | 31.209 | —      |
| 14                             | 31 | Daniel Hemric           | Kaulig Racing            | Chevrolet   | 31.225 | —      |
| 15                             | 8  | Kyle Busch              | Richard Childress Racing | Chevrolet   | 31.237 | —      |
| 16                             | 9  | Chase Elliott (P)       | Hendrick Motorsports     | Chevrolet   | 31.257 | —      |
| 17                             | 17 | Chris Buescher          | RFK Racing               | Ford        | 31.264 | —      |
| 18                             | 1  | Ross Chastain           | Trackhouse Racing        | Chevrolet   | 31.272 | —      |
| 19                             | 6  | Brad Keselowski (P)     | RFK Racing               | Ford        | 31.288 | —      |
| 20                             | 54 | Ty Gibbs (P)            | Joe Gibbs Racing         | Toyota      | 31.303 | —      |
| 21                             | 41 | Ryan Preece             | Stewart–Haas Racing      | Ford        | 31.305 | —      |
| 22                             | 19 | Martin Truex Jr. (P)    | Joe Gibbs Racing         | Toyota      | 31.337 | —      |
| 23                             | 45 | Tyler Reddick (P)       | 23XI Racing              | Toyota      | 31.339 | —      |
| 24                             | 23 | Bubba Wallace           | 23XI Racing              | Toyota      | 31.355 | —      |
| 25                             | 7  | Corey LaJoie            | Spire Motorsports        | Chevrolet   | 31.388 | —      |
| 26                             | 20 | Christopher Bell (P)    | Joe Gibbs Racing         | Toyota      | 31.440 | —      |
| 27                             | 47 | Ricky Stenhouse Jr.     | JTG Daugherty Racing     | Chevrolet   | 31.441 | —      |
| 28                             | 16 | Shane van Gisbergen (i) | Kaulig Racing            | Chevrolet   | 31.457 | —      |
| 29                             | 51 | Justin Haley            | Rick Ware Racing         | Ford        | 31.479 | —      |
| 30                             | 99 | Daniel Suárez (P)       | Trackhouse Racing        | Chevrolet   | 31.488 | —      |
| 31                             | 15 | Cody Ware               | Rick Ware Racing         | Ford        | 31.548 | —      |
| 32                             | 77 | Carson Hochevar (R)     | Spire Motorsports        | Chevrolet   | 31.557 | —      |
| 33                             | 43 | Erik Jones              | Legacy Motor Club        | Toyota      | 31.565 | —      |
| 34                             | 71 | Zane Smith (R)          | Spire Motorsports        | Chevrolet   | 31.598 | —      |
| 35                             | 42 | John Hunter Nemechek    | Legacy Motor Club        | Toyota      | 31.663 | —      |
| 36                             | 44 | J. J. Yeley (i)         | NY Racing Team           | Chevrolet   | 32.251 | —      |
| 37                             | 78 | B. J. McLeod (i)        | Live Fast Motorsports    | Chevrolet   | 32.625 | —      |
| 38                             | 11 | Denny Hamlin (P)        | Joe Gibbs Racing         | Toyota      | 33.066 | —      |
| Risultati ufficiali qualifiche |    |                         |                          |             |        |        |

## Gara

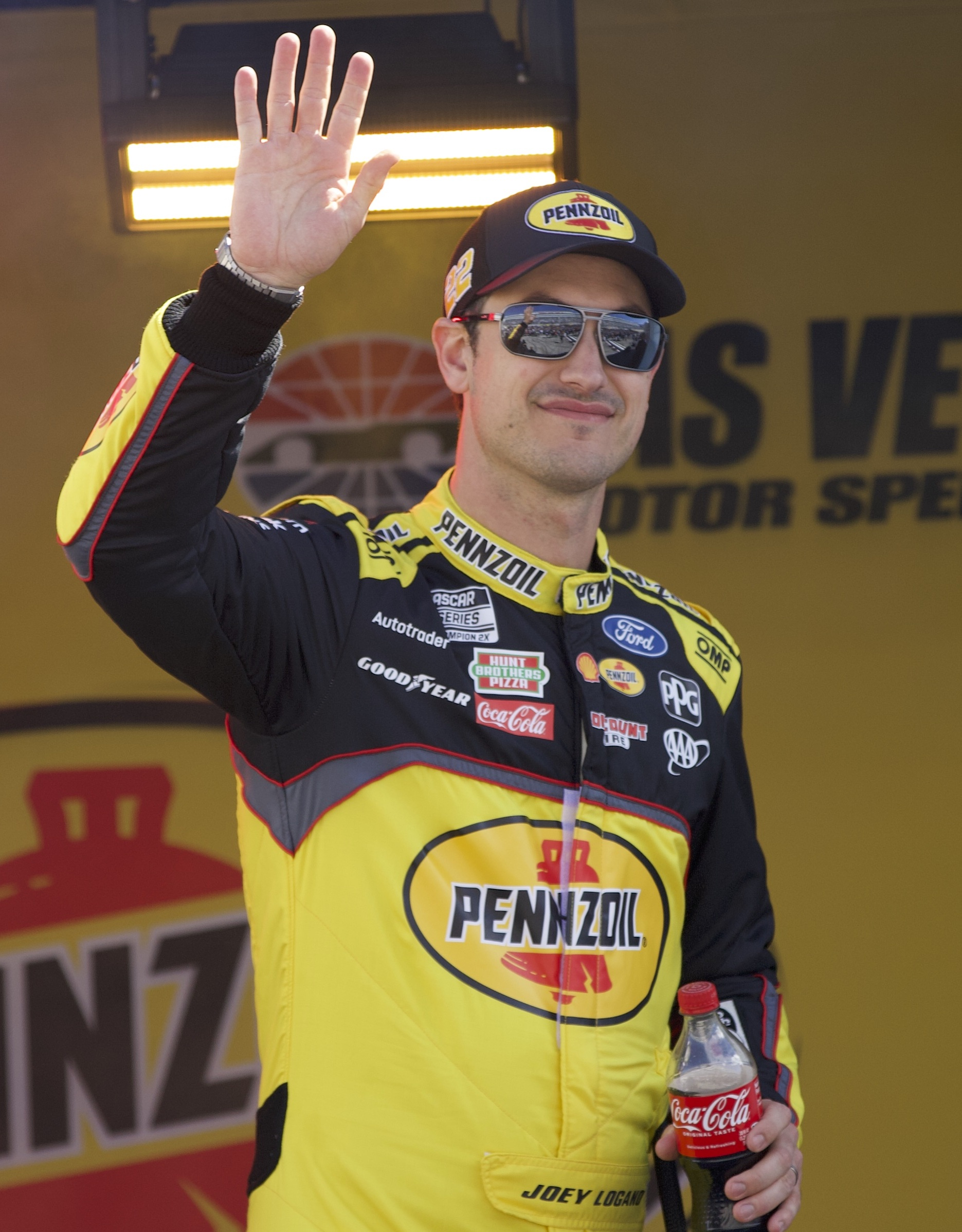
Joey Logano, il vincitore della Quaker State 400 del 2024.

La direzione di gara obbliga la n. 11 di Denny Hamlin, la n. 19 di Martin Truex Jr. e la n. 54 di Ty Gibbs a schierarsi in fondo allo schieramento per unapproved adjustments (le tre Toyota della Joe Gibbs Racing hanno deciso di fare modifiche al motore dopo i problemi riscontrati in qualifica da Hamlin). La bandiera verde di inizio della gara viene esposta alle 15:13 con Michael McDowell e Ryan Blaney in testa al pack. Con la fine del giro 1 il pole-man McDowell conquista chiaramente la prima posizione, seguito dagli altri concorrenti su una singola fila; dietro di lui si posizionano Blaney, Kyle Larson, il rookie Josh Berry e Chase Briscoe. La gara procede senza intoppi, sempre con McDowell in testa al giro 25. Al giro 31 Blaney riesce ad ottenere il comando della gara superando McDowell, che viene superato anche da Larson, mentre Hamlin (partito con il peggior tempo in qualifica e in lotta per il titolo) si trova ancora invischiato nelle retrovie in 31ª posizione al giro 41. Al giro 56 (a soli 4 giri dalla conclusione della Stage 1) il primo colpo di scena della gara: Larson perde improvvisamente il controllo della sua Chevrolet in curva 2 per la foratura di una gomma e sbatte sul muro esterno del circuito, con Briscoe che non può fare nulla per evitarlo: entrambi i due piloti sono costretti al ritiro, con il rischio di perdere diverse posizioni in classifica piloti. La Stage 1 si conclude quindi in regime di caution, con in prima posizione Ryan Blaney, seguito da Cindric e Alex Bowman.
Al giro 64 viene dichiarata aperta la pit lane e può prendere avvio la prima tornata di pit stop, che rimescola le carte delle posizioni al comando della gara. Dopo la fermata ai box in prima posizione si piazza Bowman, seguito da Cindric, Ricky Stenhouse Jr., Blaney e Joey Logano; intanto, rilevando una velocità eccessiva in pit lane, Truex Jr. viene penalizzato obbligandolo a ripartire alla successiva bandiera verde in fondo allo schieramento. Al giro 68 viene di nuovo esposta la bandiera e inizia la Stage 2. Nei primi giri dopo la ripartenza Bowman e Cindric si scambiano più volte la prima posizione. Quindi, al giro 71, la n. 2 di Cindric guadagna un chiaro vantaggio su Bowman e consolida il suo comando sulla gara, con quest'ultimo che scivola in terza piazza sopravanzato da Blaney. La gara procede senza interruzioni al traguardo del giro 100, con Cindric che consolida la sua prima posizione in gara e senza ancora nessun doppiato. La seconda caution arriva al giro 114, quando la direzione di gara espone la bandiera gialla dopo aver individuato detriti lungo il rettilineo del traguardo. In tal modo vengono congelate le posizioni, con Cindric sempre al comando, seguito da Blaney, Bowman, Ross Chastain e William Byron. Al giro 117 viene riaperta la pit lane e quasi tutti i piloti nelle prime posizioni decidono di tornare ai box per il cambio gomme e il rifornimento. Mentre Christopher Bell viene penalizzato per essersi posizionato fuori dal suo pit stall e dopo il contatto tra Tyler Reddick e Carson Hocevar in uscita dai box, Chastain riesce a conservare la sua prima piazza dopo la sosta, seguito da Bowman, Blaney, Daniel Suárez e Byron. Al giro 120 viene esposta la bandiera verde e la gara riparte sempre con Cindric e la sua Ford n. 2 in testa. Quest'ultimo riesce a rimanere al comando per i restanti giri della Stage 2, vincendola in completo controllo e seguito da Blaney e Bowman.
Dopo la conclusione della Stage 2, la direzione di gara riapre la pit lane al giro 164 e tutti i piloti rientrano ai box. Le procedure del cambio gomme e del rifornimento procedono regolarmente per tutti i piloti e la bandiera verde per la Final Stage viene esposta al giro 167, con Ross Chastain che guadagna nella girandola dei pit stop la prima piazza seguito dal pole-man McDowell e da Stenhouse Jr. Chastain si rifà di nuovo avanti al giro 170, ma al giro 175 la direzione di gara espone il segnale di caution dopo che John Hunter Nemechek perde il controllo della sua Toyota n. 42 nel secondo rettilineo, sbattendo nel muretto interno del tracciato. Dopo l'incidente Nemecherk riesce a riportare la sua Toyota ai box, mentre la pit lane riapre al giro 179 e la girandola delle soste rimescola nuovamente le carte. Ty Gibbs, uno dei 16 piloti in corsa per il titolo, e Bubba Wallace decidono di rimanere in pista e di conservare la loro posizione, mentre gli altri decidono di rientrare. Durante la sosta la confusione regna sovrana, con ben due piloti (Suárez, costretto a rientrare ai box, ed Elliott) che toccano degli avversari nella pit lane. Alla ripartenza, al giro 182, Ty Gibbs è davanti a tutti, seguito da Wallace, Blaney e e Chastain. Al giro 191 Chastain porta la sua n. 1 al secondo posto, scalzando la n. 23 di Wallace. Con l'avvicinarsi della conclusione della gara, il pack si schiera sempre più spesso su tre file. Gibbs è sempre in testa al giro 197, ma deve ancora effettuare la sosta ai box come Wallace, che sale al comando della gara al giro 201. Mentre Kyle Busch sale in 2ª posizione, al giro 205 la direzione di gara chiama la caution dopo che Buescher perde il controllo della sua Ford n. 17 nel secondo rettilineo, urta sulla sua destra Blaney per poi andare a sbattere sul muretto esterno, mentre la n. 12 di Blaney urta a sua volta la Toyota di Truex Jr. Mentre quest'ultimo e Blaney riescono a far riparare le proprie rispettive auto dai meccanici ai box, Buescher non può fare altro che ritirarsi dalla gara. Con la riapertura della pit lane, al giro 209, Gibbs e Wallace (che non avevano effettuato la sosta in precedenza) tornano ai box insieme a pochi altri piloti. La bandiera verde esposta al giro 212 e la gara riparte con Busch in testa, seguito da Byron, Chastain, Elliott e McDowell. Mentre Truex Jr., in fondo allo schieramento, raggiunge la velocità minima per continuare la gara (per poi essere costretto a tornare ai box qualche giro successivo), al giro 224 Byron riesce a sopravanzare Busch, conquistando in tal modo la prima piazza. Ma la lotta per le posizioni di vertice è accesa, con diverse auto che si schierano su tre o addirittura quattro file. Byron e Busch si riscambiano le posizioni, per poi essere entrambi superati da Gibbs al giro 235. Dietro Gibbs si fanno sotto Suárez e Logano, che scalzano dal podio temporaneo Byron e Busch al giro 236. Per la seconda volta, la direzione di gara sospende la contesa al giro 250 per aver rilevato dei detriti nel tracciato (un telone pubblicitario si è staccato in prossimità della linea del traguardo), congelando le posizioni a 10 giri dalla bandiera a scacchi: in prima posizione si trova il messicano Suárez, seguito da Gibbs, Busch e Logano. La pit lane viene riaperta ma nessuno vuole perdere la sua posizione e rimangono tutti sul circuito. La gara riparte con la bandiera verde al giro 256, con soli cinque giri da completare. Al giro 257 Logano conquista la prima piazza da Suárez. Tutto sembra fatta per la vittoria della Ford n. 22 ma con la bandiera bianca dell'ultimo giro al centro del pack la n. 10 di Noah Gragson viene toccata da Harrison Burton perdendo il controllo della sua auto e sbattendo nel muretto interno. Gragson si ritira e la gara deve concludersi all'overtime. Al giro 265 viene esposta la bandiera verde e la gara riparte con Logano in testa, seguito da Suárez a brevissima distanza. Grazie alle spinte decisive del suo compagno di squadra Blaney, Logano vince la gara e in tal modo si assicura il passaggio diretto nel Round of 12 dei playoffs, mentre nelle retrovie un incidente coinvolge diversi piloti tra cui Burton, Hamlin (entrambi tra i piloti in corsa per il titolo) e Wallace.

### Risultati

#### RisultatiStage
Stage 1
Giri: 60 
| Pos                         | Nº | Pilota               | Squadra              | Costruttore | Punti |
| --------------------------- | -- | -------------------- | -------------------- | ----------- | ----- |
| 1                           | 12 | Ryan Blaney (P)      | Team Penske          | Ford        | 10    |
| 2                           | 2  | Austin Cindric (P)   | Team Penske          | Ford        | 9     |
| 3                           | 48 | Alex Bowman (P)      | Hendrick Motorsports | Chevrolet   | 8     |
| 4                           | 22 | Joey Logano (P)      | Team Penske          | Ford        | 7     |
| 5                           | 47 | Ricky Stenhouse Jr.  | JTG Daugherty Racing | Chevrolet   | 6     |
| 6                           | 1  | Ross Chastain        | Trackhouse Racing    | Chevrolet   | 5     |
| 7                           | 9  | Chase Elliott (P)    | Hendrick Motorsports | Chevrolet   | 4     |
| 8                           | 24 | William Byron (P)    | Hendrick Motorsports | Chevrolet   | 3     |
| 9                           | 19 | Martin Truex Jr. (P) | Joe Gibbs Racing     | Toyota      | 2     |
| 10                          | 54 | Ty Gibbs (P)         | Joe Gibbs Racing     | Toyota      | 1     |
| Risultati ufficiali Stage 1 |    |                      |                      |             |       |

Stage 2
Giri: 120 
| Pos                         | Nº | Pilota               | Squadra              | Costruttore | Punti |
| --------------------------- | -- | -------------------- | -------------------- | ----------- | ----- |
| 1                           | 2  | Austin Cindric (P)   | Team Penske          | Ford        | 9     |
| 2                           | 12 | Ryan Blaney (P)      | Team Penske          | Ford        | 9     |
| 3                           | 48 | Alex Bowman (P)      | Hendrick Motorsports | Chevrolet   | 8     |
| 4                           | 99 | Daniel Suárez (P)    | Trackhouse Racing    | Chevrolet   | 7     |
| 5                           | 24 | William Byron (P)    | Hendrick Motorsports | Chevrolet   | 6     |
| 6                           | 47 | Ricky Stenhouse Jr.  | JTG Daugherty Racing | Chevrolet   | 5     |
| 7                           | 1  | Ross Chastain        | Trackhouse Racing    | Chevrolet   | 4     |
| 8                           | 9  | Chase Elliott (P)    | Hendrick Motorsports | Chevrolet   | 3     |
| 9                           | 54 | Ty Gibbs (P)         | Joe Gibbs Racing     | Toyota      | 2     |
| 10                          | 20 | Christopher Bell (P) | Joe Gibbs Racing     | Toyota      | 1     |
| Risultati ufficiali Stage 2 |    |                      |                      |             |       |

#### Final Stage
Stage 3
Giri: 100
| Pos                      | Nº | Pilota                  | Team                     | Costruttore | Giri | Punti |
| ------------------------ | -- | ----------------------- | ------------------------ | ----------- | ---- | ----- |
| 1                        | 22 | Joey Logano (P)         | Team Penske              | Ford        | 266  | 47    |
| 2                        | 99 | Daniel Suárez (P)       | Trackhouse Racing        | Chevrolet   | 266  | 42    |
| 3                        | 12 | Ryan Blaney (P)         | Team Penske              | Ford        | 266  | 53    |
| 4                        | 20 | Christopher Bell (P)    | Joe Gibbs Racing         | Toyota      | 266  | 34    |
| 5                        | 48 | Alex Bowman (P)         | Hendrick Motorsports     | Chevrolet   | 266  | 48    |
| 6                        | 45 | Tyler Reddick (P)       | 23XI Racing              | Toyota      | 266  | 31    |
| 7                        | 8  | Kyle Busch              | Richard Childress Racing | Chevrolet   | 266  | 30    |
| 8                        | 9  | Chase Elliott (P)       | Hendrick Motorsports     | Chevrolet   | 266  | 36    |
| 9                        | 24 | William Byron (P)       | Hendrick Motorsports     | Chevrolet   | 266  | 37    |
| 10                       | 2  | Austin Cindric (P)      | Team Penske              | Ford        | 266  | 46    |
| 11                       | 31 | Daniel Hemric           | Kaulig Racing            | Chevrolet   | 266  | 26    |
| 12                       | 51 | Justin Haley            | Rick Ware Racing         | Ford        | 266  | 25    |
| 13                       | 1  | Ross Chastain           | Trackhouse Racing        | Chevrolet   | 266  | 33    |
| 14                       | 47 | Ricky Stenhouse Jr.     | JTG Daugherty Racing     | Chevrolet   | 266  | 34    |
| 15                       | 7  | Corey LaJoie            | Spire Motorsports        | Chevrolet   | 266  | 22    |
| 16                       | 77 | Carson Hochevar (R)     | Spire Motorsports        | Chevrolet   | 266  | 21    |
| 17                       | 54 | Ty Gibbs (P)            | Joe Gibbs Racing         | Toyota      | 266  | 23    |
| 18                       | 41 | Ryan Preece             | Stewart–Haas Racing      | Ford        | 266  | 19    |
| 19                       | 6  | Brad Keselowski (P)     | RFK Racing               | Ford        | 266  | 18    |
| 20                       | 3  | Austin Dillon           | Richard Childress Racing | Chevrolet   | 266  | 17    |
| 21                       | 71 | Zane Smith (R)          | Spire Motorsports        | Chevrolet   | 266  | 16    |
| 22                       | 34 | Michael McDowell        | Front Row Motorsports    | Ford        | 266  | 15    |
| 23                       | 44 | J. J. Yeley (i)         | NY Racing Team           | Chevrolet   | 266  | 0     |
| 24                       | 11 | Denny Hamlin (P)        | Joe Gibbs Racing         | Toyota      | 266  | 13    |
| 25                       | 78 | B. J. McLeod (i)        | Live Fast Motorsports    | Chevrolet   | 266  | 0     |
| 26                       | 43 | Erik Jones              | Legacy Motor Club        | Toyota      | 266  | 11    |
| 27                       | 38 | Todd Gilliland          | Front Row Motorsports    | Ford        | 266  | 10    |
| 28                       | 4  | Josh Berry (R)          | Stewart–Haas Racing      | Ford        | 266  | 9     |
| 29                       | 23 | Bubba Wallace           | 23XI Racing              | Toyota      | 266  | 8     |
| 30                       | 15 | Cody Ware               | Rick Ware Racing         | Ford        | 266  | 7     |
| 31                       | 21 | Harrison Burton (P)     | Wood Brothers Racing     | Ford        | 266  | 6     |
| 32                       | 16 | Shane van Gisbergen (i) | Kaulig Racing            | Chevrolet   | 264  | 0     |
| 33                       | 42 | John Hunter Nemechek    | Legacy Motor Club        | Toyota      | 262  | 4     |
| 34                       | 10 | Noah Gragson            | Stewart–Haas Racing      | Ford        | 258  | 3     |
| 35                       | 19 | Martin Truex Jr. (P)    | Joe Gibbs Racing         | Toyota      | 254  | 4     |
| 36                       | 17 | Chris Buescher          | RFK Racing               | Ford        | 205  | 1     |
| 37                       | 5  | Kyle Larson (P)         | Hendrick Motorsports     | Chevrolet   | 55   | 1     |
| 38                       | 14 | Chase Briscoe (P)       | Stewart–Haas Racing      | Ford        | 55   | 1     |
| Risultati ufficiali gara |    |                         |                          |             |      |       |

### Statistiche della gara
Fonte: Jayski's
- Cambiamenti 1ª posizione: 24 (14 piloti)
- Cautions/Giri: 8 (44 giri)
- Bandiere rosse: 0
- Tempo di gara: 3 ore, 6 minuti, 11 secondi
- Velocità media: 134.450 mph
- Joey Logano ha vinto la sua 34ª gara in 570 corse a cui ha partecipato nelle Cup Series. Inoltre è la sua 2ª vittoria e la sua 9ª Top-10 stagionale, nonché la sua 2ª vittoria (e l'8ª Top-10) in 22 gare a cui a partecipato nell'Atlanta Motor Speedway.
- Daniel Suárez (secondo) ha messo ha segno la sua 7ª Top-10 stagionale, nonché la sua 6ª Top-10 in 12 gare nell'Atlanta Motor Speedway.
- Ryan Blaney (terzo) ha realizzato la sua 8ª Top-10 in 13 gare nell'Atlanta Motor Speedway.
- Carson Hocevar (16°) è stato il rookie ad aver ottenuto il miglior piazzamento.

## Classifica dopo la gara

### Classifica piloti
| Pos                         |     | Pilota           | Punti      |
| --------------------------- | --- | ---------------- | ---------- |
| 1                           | +4  | Ryan Blaney      | 2072       |
| 2                           |     | Christopher Bell | 2066 (–6)  |
| 3                           |     | Tyler Reddick    | 2059 (–13) |
| 4                           |     | William Byron    | 2059 (–13) |
| 5                           | +4  | Joey Logano      | 2054 (–18) |
| 6                           | +6  | Alex Bowman      | 2053 (–19) |
| 7                           | +3  | Austin Cindric   | 2053 (–19) |
| 8                           | -1  | Chase Elliott    | 2050 (–22) |
| 9                           | +2  | Daniel Suárez    | 2047 (–25) |
| 10                          | -9  | Kyle Larson      | 2041 (–31) |
| 11                          | -5  | Denny Hamlin     | 2028 (–44) |
| 12                          | +3  | Ty Gibbs         | 2026 (–46) |
| 13                          | -5  | Brad Keselowski  | 2026 (–46) |
| 14                          |     | Harrison Burton  | 2011 (–61) |
| 15                          | +1  | Martin Truex Jr. | 2008 (–64) |
| 16                          | -16 | Chase Briscoe    | 206 (–66)  |
| Classifica piloti ufficiale |     |                  |            |

Legenda
      Piloti in corsa per i playoffs.
Note
Solo le prime 16 posizioni sono incluse per la classifica piloti.

### Classifica costruttori
| Pos |  | Costruttore | Punti     |
| --- |  | ----------- | --------- |
| 1   |  | Chevrolet   | 980       |
| 2   |  | Toyota      | 962 (–18) |
| 3   |  | Ford        | 948 (–32) |